# Ossun
Ossun é uma comuna francesa na região administrativa de Occitânia, no departamento dos Altos Pirenéus. Estende-se por uma área de 27,59 km². Em 2010 a comuna tinha 2 421 habitantes (densidade: 87,7 hab./km²).